# Скорост на детонация
Скорост на детонация – скоростта на разпространение на детонационната вълна по заряд от взривно вещество (ВВ). Скоростта на детонация се определя от състава и състоянието на заряда, условията на взривяване. При еднакви условия скоростта на детонация е постоянна и нейната величина е максимално възможна при тези условия. Това свойство прави скоростта на детонация една от най-важните характеристики на взривните вещества.
Методите за определяне се подразделят на две групи:
- определеня на средна величина на участък от заряда
  - метод на Дотриш
  - осцилографски метод
- непрекъснато определяне по дължината на участъка заряд
  - фотографски метод в заряди с прозрачна обвивка
  - осцилографски метод с датчици с променливо съпротивление
  - радиоинтерферометричен метод (в основата му лежи ефекта на Доплер) – измерване на доплеровското преместване на частотите на радиовълните в сантиметровия или милиметровия диапазон, отражаеми от детонационната вълна

Минималната скорост на детонация за твърдите (кондензирани) взривни вещества е 1,2 km/s. Обичайната скорост на детонация пти промишлените ВВ е 2,5 – 6,5 km/s, а на взривните химични съединения 7 – 9 km/s.
Колкото по-голяма е скоростта на детонация, толкова по-голямо е детонационното налягане и ефективността на действие на взрива.